# Persone di nome Ernesto/Calciatori
| Questa pagina contiene informazioni ricavate automaticamente dalle voci biografiche con l'ausilio del template Bio e di un bot. L'aggiornamento è periodico e automatico e ricostruisce completamente la pagina. Se manca una persona in questa lista, sei pregato di non aggiungerla, ma accertati piuttosto che la sua voce biografica contenga il template Bio e che i dati anagrafici siano correttamente compilati. Se il template Bio manca, inseriscilo tu stesso o, in alternativa, metti l'avviso {{tmp\|Bio}} che ne segnala la mancanza. Se i dati riportati sono sbagliati, correggi direttamente la voce biografica; le modifiche saranno visibili in questa lista entro pochi giorni. Per chiarimenti vedi il progetto antroponimi. La lista contiene solo le 67 persone che sono citate nell'enciclopedia e per le quali è stato implementato correttamente il template Bio. Pagina aggiornata al 22 gen 2025. |

Questa è una lista di persone presenti nell'enciclopedia che hanno il nome Ernesto e sono calciatori.

## A(3)
- Ernesto Aguirre, ex calciatore peruviano (n. 1963)
- Ernesto Albarracín, calciatore argentino (Buenos Aires, n. 1907)
- Ernesto Aparicio, ex calciatore salvadoregno (n. 1948)

## B(4)
- Ernesto Belis, calciatore argentino (n. 1909)
- Ernesto Boglietti, calciatore argentino (Córdoba, n. 1894)
- Ernesto Bonino, calciatore italiano (La Spezia, n. 1899 - Lucca, † 1984)
- Ernesto Borel, calciatore italiano (Torino, n. 1889 - Torino, † 1951)

## C(13)
- Ernesto Calisti, ex calciatore italiano (Roma, n. 1965)
- Federico Cancino, calciatore argentino
- Ernesto Candia, calciatore e allenatore di calcio argentino (Buenos Aires, n. 1921 - Messico, † 1973)
- Fabián Canobbio, ex calciatore uruguaiano (Montevideo, n. 1980)
- Ernesto Celli, calciatore argentino (Santa Fe, n. 1894 - † 1925)
- Ernesto Chaparro, calciatore cileno (n. 1901 - † 1957)
- Ernesto Cisneros, ex calciatore messicano (n. 1940)
- Ernesto Corno, calciatore italiano (Monza, n. 1924 - † 2004)
- Ernesto Crespi, calciatore italiano (Milano, n. 1891)
- Ernesto Cristaldo, ex calciatore paraguaiano (Asunción, n. 1984)
- Ernesto Crocco, calciatore italiano (Lima, n. 1895 - Lima, † 1955)
- Ernesto Cucchiaroni, calciatore argentino (Posadas, n. 1927 - Posadas, † 1971)
- Ernesto Castano, calciatore italiano (Cinisello Balsamo, n. 1939 - Torino, † 2023)

## F(4)
- Ernesto Farías, ex calciatore argentino (Trenque Lauquen, n. 1980)
- Ernesto Figueiredo, ex calciatore portoghese (Tomar, n. 1937)
- Ernesto Finelli, calciatore italiano (Salerno, n. 1911)
- Ernesto Fioretti, calciatore italiano

## G(9)
- Ernesto Galán, calciatore spagnolo (Madrid, n. 1986)
- Ernesto Galli, calciatore e allenatore di calcio italiano (Venezia, n. 1945 - Vicenza, † 2020)
- Ernesto Ghisi, calciatore italiano (Tripoli, n. 1904 - Napoli, † 1984)
- Ernesto Giraudo, calciatore italiano (Cuneo, n. 1928 - Genova, † 2022)
- Ernesto Gómez, calciatore spagnolo (Albolote, n. 1994)
- Ernesto Goñi, ex calciatore uruguaiano (Montevideo, n. 1985)
- Ernesto Greppi, calciatore italiano (Casanova Elvo, n. 1902 - Borgo d'Ale, † 1985)
- Ernesto Grillo, calciatore argentino (Buenos Aires, n. 1929 - Bernal, † 1998)
- Ernesto Gutiérrez, calciatore argentino (Buenos Aires, n. 1927 - † 2006)

## H(2)
- Ennis Hayes, calciatore argentino (Rosario, n. 1896 - Rosario, † 1956)
- Ernesto Hernández, calciatore uruguaiano (Montevideo, n. 1985)

## K(2)
- Ernesto Kiessel, calciatore argentino († 1923)
- Attilio Kossovel, calciatore e allenatore di calcio italiano (Fiume, n. 1909 - Monza, † 1982)

## L(6)
- Ernesto Labarthe, ex calciatore peruviano (Lima, n. 1956)
- Ernesto Lazzatti, calciatore, allenatore di calcio e giornalista argentino (Ingeniero White, n. 1915 - † 1988)
- Ernesto Ledesma, calciatore uruguaiano (Montevideo, n. 1930 - Montevideo, † 2011)
- Ernesto Lino, calciatore italiano (Morano sul Po, n. 1909 - Morano sul Po, † 1990)
- Ernesto Lopera, ex calciatore colombiano (Envigado, n. 1939)
- Ernesto Lucotti, calciatore italiano

## M(6)
- Ernesto Marcolini, ex calciatore italiano (Varedo, n. 1940)
- Ernesto Mascheroni, calciatore uruguaiano (Montevideo, n. 1907 - Montevideo, † 1984)
- Ernesto Mastrángelo, calciatore e allenatore di calcio argentino (Rufino, n. 1948 - Buenos Aires, † 2023)
- Ernesto Matozzi, calciatore argentino (n. 1895 - Buenos Aires, † 1964)
- Ernesto Molghera, calciatore italiano (Morano sul Po, n. 1907)
- Ernesto Morandi, calciatore italiano (Milano, n. 1893 - Milano, † 1947)

## O(1)
- Ernesto Oliveira, calciatore portoghese (n. 1921 - † 2016)

## P(3)
- Ernesto Peroncini, ex calciatore e allenatore di calcio italiano (Cervignano d'Adda, n. 1956)
- Ernesto Amantegui, calciatore spagnolo (Oviedo, n. 1990)
- Gipo Poggi, calciatore e allenatore di calcio italiano (Genova, n. 1913 - Genova, † 1992)

## R(1)
- Ernesto Romeo, calciatore italiano

## S(5)
- Ernesto Sande, calciatore argentino († 1968)
- Ernesto Sandroni, calciatore italiano (Cornigliano Ligure, n. 1920 - Mondovì, † 1979)
- Ernesto Scoffano, calciatore argentino
- Ernesto Silvani, calciatore italiano (Casteggio, n. 1903 - Como, † 1931)
- Ernesto Sinclair, calciatore panamense (Panama, n. 1989)

## T(3)
- Ernesto Terra, ex calciatore italiano (Atri, n. 1978)
- Ernesto Tomasi, calciatore e allenatore di calcio italiano (Ventimiglia, n. 1906 - Ventimiglia, † 1997)
- Ernesto Torregrossa, calciatore italiano (San Cataldo, n. 1992)

## V(4)
- Ernesto Vargas, ex calciatore uruguaiano (Montevideo, n. 1961)
- Alexis Vega, calciatore messicano (Città del Messico, n. 1997)
- Ernesto Verdun, calciatore italiano (Livorno, n. 1880)
- Ernesto Vidal, calciatore uruguaiano (Buie, n. 1921 - Córdoba, † 1974)

## W(1)
- Ernesto Walker, calciatore panamense (Panama, n. 1999)